# 오네가이! 마스캇토
《오네가이! 마스캇토》(おねがい!マスカット)는 TV 오사카가 전송하고 TV 도쿄에서 방송되었던 심야 버라이어티 프로그램이다. 약칭으로 오네마스라 불렸다. TV 도쿄에서 2008년 4월 7일부터 2009년 3월 30일까지, 화요일 새벽 2시 ~ 2시 30분에 방영되었으며, 전체 51화로 구성되었다.
마스캇토라는 말은 "심야를 산뜻하게 한다"(深夜をスカッとさせる 마요나카오 스캇토 사세루[*])에서 따온 것이며, 프로그램 출연진은 성인 비디오 여배우와 그라비아 아이돌로 구성되었다.

## 출연자

### MC
- 오기야하기 (오기 히로아키, 야하기 켄)

### 게스트
- 오쿠보 카요코 (1 ~ 28, 31 ~ 34. 37 ~ 51회)
- 피에르 타키 (29 ~ 30회)

### 나레이터
- 시마네 사다요시 (1 ~ 23회)
- 토미자와 미치에 (24 ~ 51회)

### 에비스 마스캇츠
| - 아오이 소라 (1 ~ 51회) - 아사미 유마 (1 ~ 51회) - 오가와 아사미 (1 ~ 51회) - 카스미 리사 (1 ~ 51회) - 사야마 아이 (7 ~ 36, 40 ~ 51회) - 니시노 쇼 (1 ~ 6, 10 ~ 51회) - 하츠네 미노리 (1 ~ 28, 31 ~ 51회) - 후지우라 메구 (33 ~ 51회) - 미히로 (3 ~ 51회) - 메구미 케이 (33 ~ 51회) - 요시자와 아키호 (1 ~ 51회) - Rio (1 ~ 51회) | - 안도 아이카 (1 ~ 51회) - 카와무라 리카 (1 ~ 51회) - KONAN (7 ~ 51회) - 쇼지 유코 (1 ~ 32, 35 ~ 51회) |

## 전 출연자
방송이 끝나기 전, 중도 하차한 인원들의 목록이다.
| - 오자와 마리아 (1 ~ 2회) - 쿠루미 히나 (1 ~ 6회) - 모카 (1 ~ 6회) - 모모세 에미루 (1 ~ 6회) - 아노아 루루 (1 ~ 9회) - 미즈타마 레몬 (7 ~ 15, 18 ~ 32회) - 스기하라 모모카 (10 ~ 11회) - Ami (10 ~ 17, 20회) | - 카타오카 사키 (1 ~ 36회) - 와카스기 나츠키 (1 ~ 4회) - 나츠미 카호 (1 ~ 6회) - 하나조노 우라라 (1 ~ 17, 20회) |

## 프로그램 코너
아래는 프로그램에서 진행되었던 여러 기획 중에서, 5회 이상 연출된 기획에 대해서 소개한다.
- 스캇토 텔레폰(スカットテレフォン)

스캇토 텔레폰은 MC나 지인, 멤버, 그리고 의뢰자가 본인들의 마음을 찜찜하게 하는 대상을 소개하고, 대상에게 전화를 걸어 고민을 해소하던 코너였다. 추후에는 별다른 내용 없이, 대상을 놀리기 위해 재미삼아 거는 경우도 있다. 주로 전화를 걸었던 대상은 TV 프로듀서 안자이 요시히로, 방송인 아리요시 히로이키였으며, 안자이의 경우 주로 Rio가, 아리요시의 경우 요시자와 아키호가 담당했다. 한편 스캇토 텔레폰은 귀여운 코시엔과 더불어, 유이하게 마스캇토의 전 시즌에 등장했던 인기코너였다.
- 스캇토 메이저 리그(スカットメジャーリーグ)

에비스 마스캇츠 멤버 중 한 명을 문제 출제자로 지정해서, 한가지 개념을 정한다. 문제 출제자가 기준으로 자신보다 우월한 멤버는 메이저, 열등한 멤버를 마이너로 구분한 뒤, 과연 주제가 무엇일지 추측하는 게임이다. 예를 들자면, 잘 씻는다는 말을 주제로 했을 경우, 문제 출제자가 자신보다 잘 씻을 것 같은 사람은 메이저, 안 씻을 것 같은 사람은 마이너로 구분하고, 나머지 멤버들은 선정된 사람들의 공통점을 파악해 주제를 추리한다.
- 오기의 파이엄마(小木のパイ母ちゃん)

MC인 오기 히로아키가 자는 척 하는 멤버들 곁으로 이동해 깨우며, 멤버들은 귀여운 척 하며 일어나야 하는 게임이다. 귀여움은 오기 히로아키의 주관으로 평가하며, 만일 귀엽다고 생각되지 않으면 얼굴에 파이를 던졌다.
- 상쾌한 사이다 퀸 콘테스트(爽やかサイダークイーンコンテスト)

멤버들이 차례로 병 사이다를 최대한 본인이 마실 수 있는 만큼 마신 뒤, 사이다를 홍보하는 게임이다. 사이다를 마시기 전 자연스럽게 사이다를 들고 마시는 상황을 묘사, 연기해야 하며, 트림 등이 나올 경우 강제 종료된다.
- 스캇토 예술 감상회(スカット芸術鑑賞会)

방송 전, 멤버들에게 주제를 준 뒤 대상을 그리게 한다. 이후 방송 중에 그림을 품평하는데, 만일 못그렸다면 벌을 받게 된다.
- 뉴스 리오(NEWS Rio)

여배우 Rio의 단독 코너로서, 뉴스를 진행하는 도중 게스트 오쿠보 카요코의 성 드립을 견디는 코너였다.
- 아키의 FANCY 낭독(吉沢明歩のファンシー朗読)

여배우 요시자와 아키호의 단독 코너로서, 유명인의 자서전 등의 구절을 읽고 아키호 나름대로의 해석을 하는 코너였다.
- 아오이 소라가 면전에서 지적하는 다큐멘터리(蒼井そらのダメ出しドキュメント)

상황극으로서, 리더인 아오이 소라가 구성원들을 혼내는 모습을 연출했다. 리더의 말을 흘려 듣는다던가, 지적하는 도중에, 주위에서 기묘한 행동을 하며 배회하는 멤버들이 등장한다.
- 마스캇츠 홍백가합전(マスカット紅白歌合戦)

프로그램이 해를 넘기는 경우에 반드시 진행했던 프로그램으로, 오기 히로아키와 오쿠보 카요코 팀으로 나뉘어 출연자들이 노래를 불렀다. 홍백가합전의 패러디로서, 일본의 유명 가수나 애니메이션을 따라한 분장을 한 뒤, 대표곡을 불렀다.
- 오늘 밤도 바보가 춤춘다(今夜も馬の鹿が踊ってる)

여배우 오가와 아사미의 단독 코너로서, 세트 가운데에서 춤을 추고 있는 오가와 아사미에게 스탭이 아주 간단한 문제를 주고, 풀게 한다.
- 귀여운 고시엔(かわいい甲子園)

《오네가이! 마스캇토》 막바지에 시작된 코너이나, 큰 인기를 끌어 이후 스캇토 텔레폰과 함께 마스캇토의 대표적인 코너가 되었다. 심판 오기 히로아키가 문제를 출제하며, 양 팀의 멤버들이 순서대로 출전해 귀여움을 어필하며 연기를 한다. 만약 오기 히로아키가 만족한다면 홈런이되어 1점을 얻는다. 드물게 감점과 2점 홈런도 존재하며, 야구와 달리 공격권이 없을 때도 점수를 얻는 경우가 있다.

## DVD
- 《오네가이! 마스캇토 아하하 편》(おねがい!マスカット アハハ編) 2009년 12월 2일, 포니 캐년
- 《오네가이! 마스캇토 으흐흐 편》(おねがい!マスカット ウフフ編) 2010년 1월 6일, 포니 캐년

## 스태프
- 기획 : 토리즈카 케이스케 (ADEX)
- 종합연출 : 맥코이 사이토
- 구성 : 사토 토시아키, 스즈키 코무덴
- 슈퍼바이저 : 진도 마사아키
- 카메라 : 아키야마 하야토
- 비디오 엔지니어 : 타카기 미노루
- 음향 : 모리타 아츠시
- 조명 : 이시이 켄지
- 미술 : 코바야시 마사노리
- 타이틀 : aivrick studio
- 메이크업 : 후지모토 레이, SHOCO, 타니야마 치호, 다구치 카나
- 스타일리스트 : 우에노 마호 (업워드)
- 안무 : R2 CREATIVE RYONRYON
- VTR편집 : 마스다 나오토
- 영상편집 : 아세치 타카히코
- 음향효과 : 이와미 토모야
- 홍보 : 미요타 케이코 (ADEX)
- 어소시에이트 프로듀서 : 니카이도 케이
- 감독 : 아베 사치요
- 프로듀서 : 코바야시 타케오 (PLUSMIC CFP), 야베 준이치 (ADEX)
- 협력 : Newteles, PROGRESSO, TRIBE LTD., The TUBE
- 제작협력 : SHO-GUN
- 제작저작 : PLUSMIC CFP

## 방송국
| 방송 지역            | 방송국              | 네트워크 | 방송 시간                                                                              | 첫 방송 시작     |
| -------------------- | ------------------- | -------- | -------------------------------------------------------------------------------------- | ---------------- |
| 오사카부             | TV 오사카 (TVO)     | TXN      | 수요일 01:00 ~ 01:30                                                                   | 2008년 4월 8일   |
| 관동 광역권          | TV 도쿄 (TX)        | TXN      | 화요일 02:45 ~ 03:15 (2008년 9월 29일까지) 화요일 02:00 ~ 02:30 (2008년 10월 6일 이후) | 2008년 4월 7일   |
| 아이치현             | TV 아이치 (TVA)     | TXN      | 월요일 01:22 ~ 01:52                                                                   | 2008년 4월 13일  |
| 홋카이도             | TV 홋카이도 (TVh)   | TXN      | 수요일 01:30 ~ 02:00                                                                   | 2008년 7월 8일   |
| 오카야마현, 가가와현 | TV 세토우치 (TSC)   | TXN      | 토요일 02:13 ~ 02:43                                                                   | 2008년 7월 11일  |
| 후쿠오카현           | TVQ 규슈 방송 (TVQ) | TXN      | 일요일 01:40 ~ 02:10                                                                   | 2008년 7월 12일  |
| 이시카와현           | 이시카와 TV (ITC)   | FNS      | 수요일 02:14 ~ 02:45                                                                   | 2008년 10월 7일  |
| 가고시마현           | 가고시마 TV (KTS)   | FNS      | 일요일 01:05 ~ 01:35                                                                   | 2008년 11월 1일  |
| 구마모토현           | TV 구마모토 (TKU)   | FNS      | 수요일 01:35 ~ 02:05                                                                   | 2008년 11월 4일  |
| 나가노현             | 나가노 방송 (NBS)   | FNS      | 일요일 02:35 ~ 03:05                                                                   | 2008년 11월 22일 |
| 미에현               | 미에 TV 방송 (MTV)  | JAITS    | 목요일 00:20 ~ 00:50                                                                   | 2009년 1월 7일   |

## 같이 보기
- 에비스 마스캇츠

| TV 오사카 수요일 01:00 프로그램                                | TV 오사카 수요일 01:00 프로그램                        | TV 오사카 수요일 01:00 프로그램                        |
| 이전 작품                                                      | 작품명                                                 | 다음 작품                                              |
| -------------------------------------------------------------- | ------------------------------------------------------ | ------------------------------------------------------ |
| VISUAL SHOCK (2007년 4월 10일 ~ 2008년 4월 1일)                | 오네가이! 마스캇토 (2008년 4월 8일 ~ 2009년 3월 31일)  | 미녀방담 (2009년 4월 7일 ~ 2010년 3월 30일)            |
| TV 도쿄 화요일 02:45 프로그램                                  |                                                        |                                                        |
| 뮤직 브레이크 / 텔레도 Shop (2008년 3월 3일 ~ 2008년 3월 31일) | 오네가이! 마스캇토 (2008년 4월 7일 ~ 2008년 9월 29일)  | 오늘 이거! (2008년 10월 6일 ~ 2010년 3월 29일)         |
| TV 도쿄 화요일 02:00 프로그램                                  |                                                        |                                                        |
| 모노크롬 팩터 (2008년 4월 7일 ~ 2008년 9월 29일)               | 오네가이! 마스캇토 (2008년 10월 6일 ~ 2009년 3월 30일) | 오네다리!! 마스캇토 (2009년 4월 6일 ~ 2010년 3월 29일) |